# Toxorhynchites grandiosus
Toxorhynchites grandiosus är en tvåvingeart som först beskrevs av Samuel Wendell Williston  1900.  Toxorhynchites grandiosus ingår i släktet Toxorhynchites och familjen stickmyggor. Inga underarter finns listade i Catalogue of Life.